# Rally Rías Baixas de 2015
El Rally Rías Baixas de 2015 fue la 51.ª edición y la cuarta ronda de la temporada 2015 del Campeonato de España de Rally. Se celebró del 28 al 30 de mayo y contó con un itinerario de diez tramos sobre asfalto que suman un total de 168,30 km cronometrados.

## Desarrollo

### Shakedown
En la mañana del 28 de mayo se disputó el shakedown en el tramo de A Picaraña, donde se inscribieron 36 equipos para poner a prueba sus vehículos, y en los que la primera media hora tan sólo pudieron rodar los pilotos prioritarios.

### TC 1-3 (Chenlo-Morgadáns)
Tramo de 11,01 kilómetros, donde recuperado todo el trazado de la pasada edición.

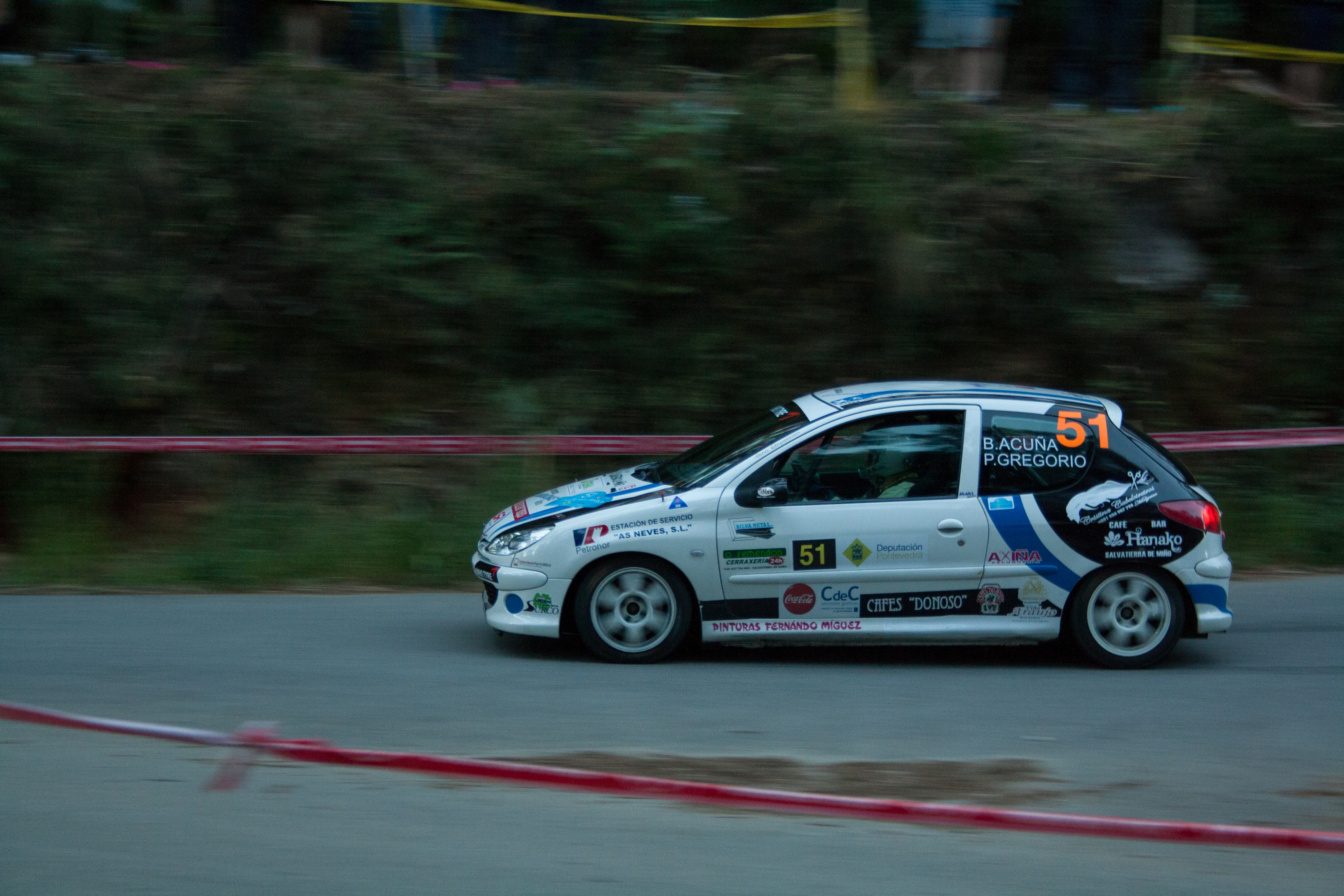
B.Acuña pasando por la parte inicial del tramo de Chenlo-Morgadáns.

### TC 2-4 (Nigrán)
Tramo de 6,6 kilómetros, siendo el más corto de esta edición, recuperando la forma de hace 15 años.

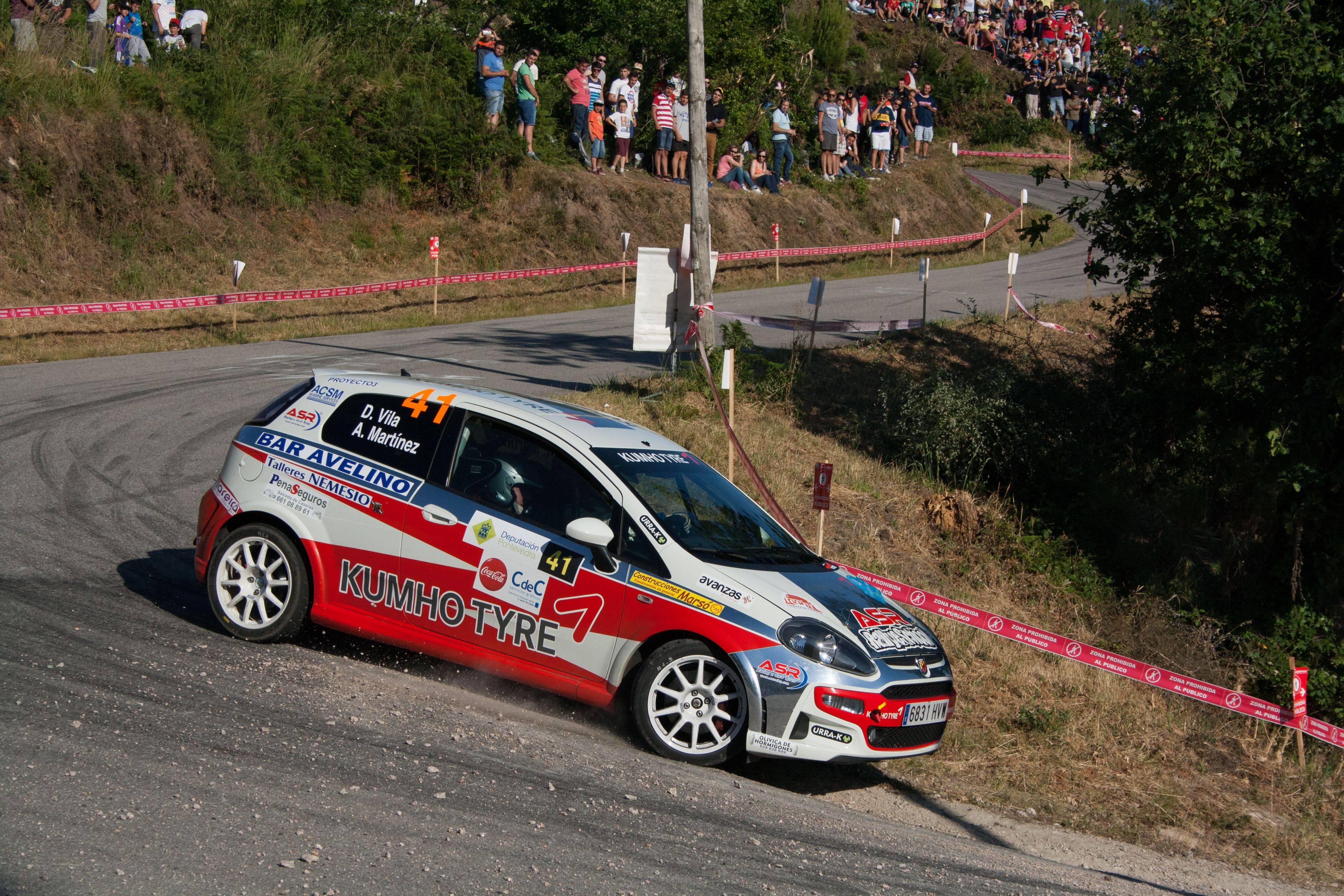
D. Vila pasando por la parte final del tramo de Nigrán

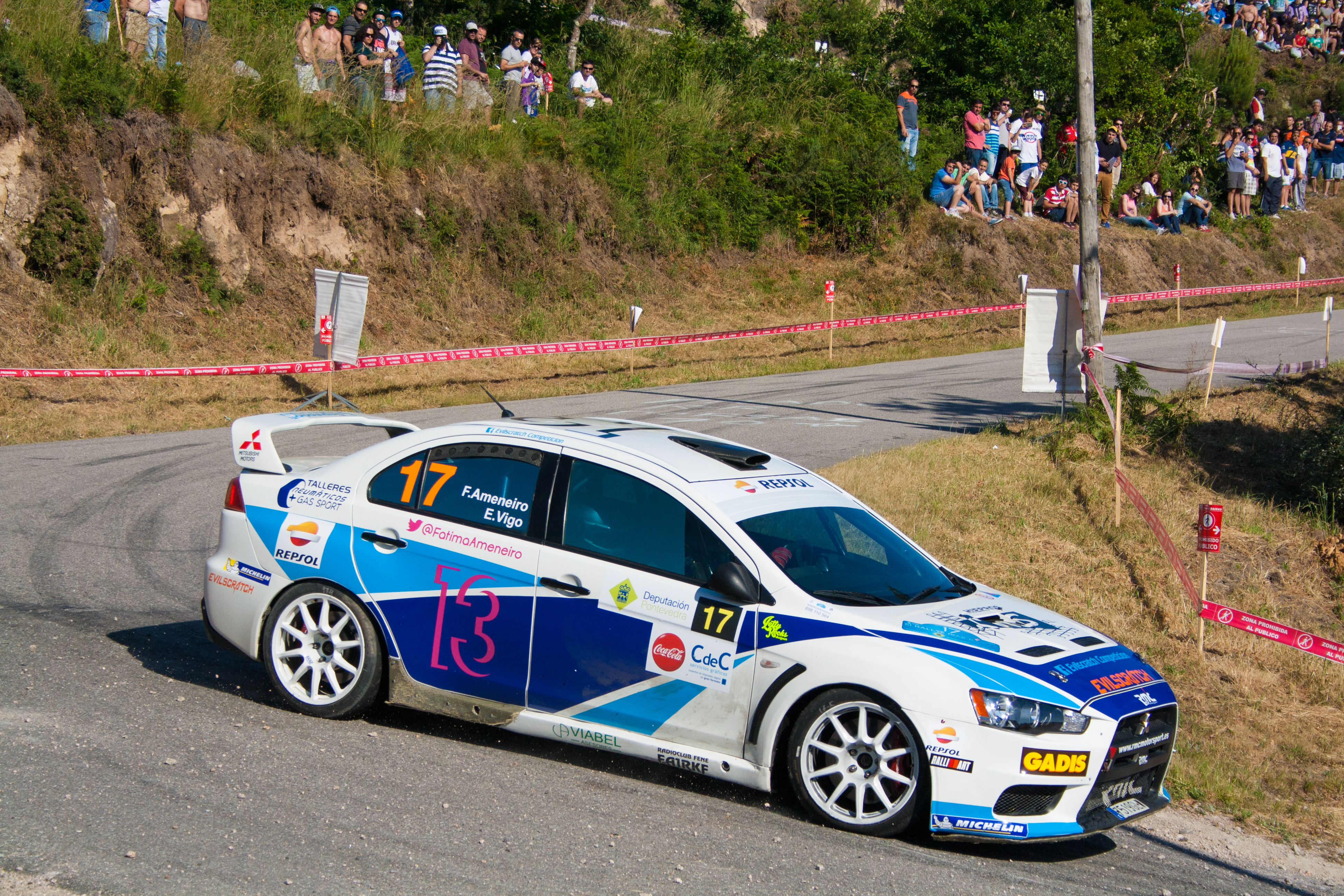
F. Ameneiro pasando por la parte final del tramo de Nigrán

### TC 5-7 (Fornelos)
Un total de 32,98 kilómetros, que hacen que sea el tramo más largo de esta edición, conservando la estructura de las pasadas ediciones.

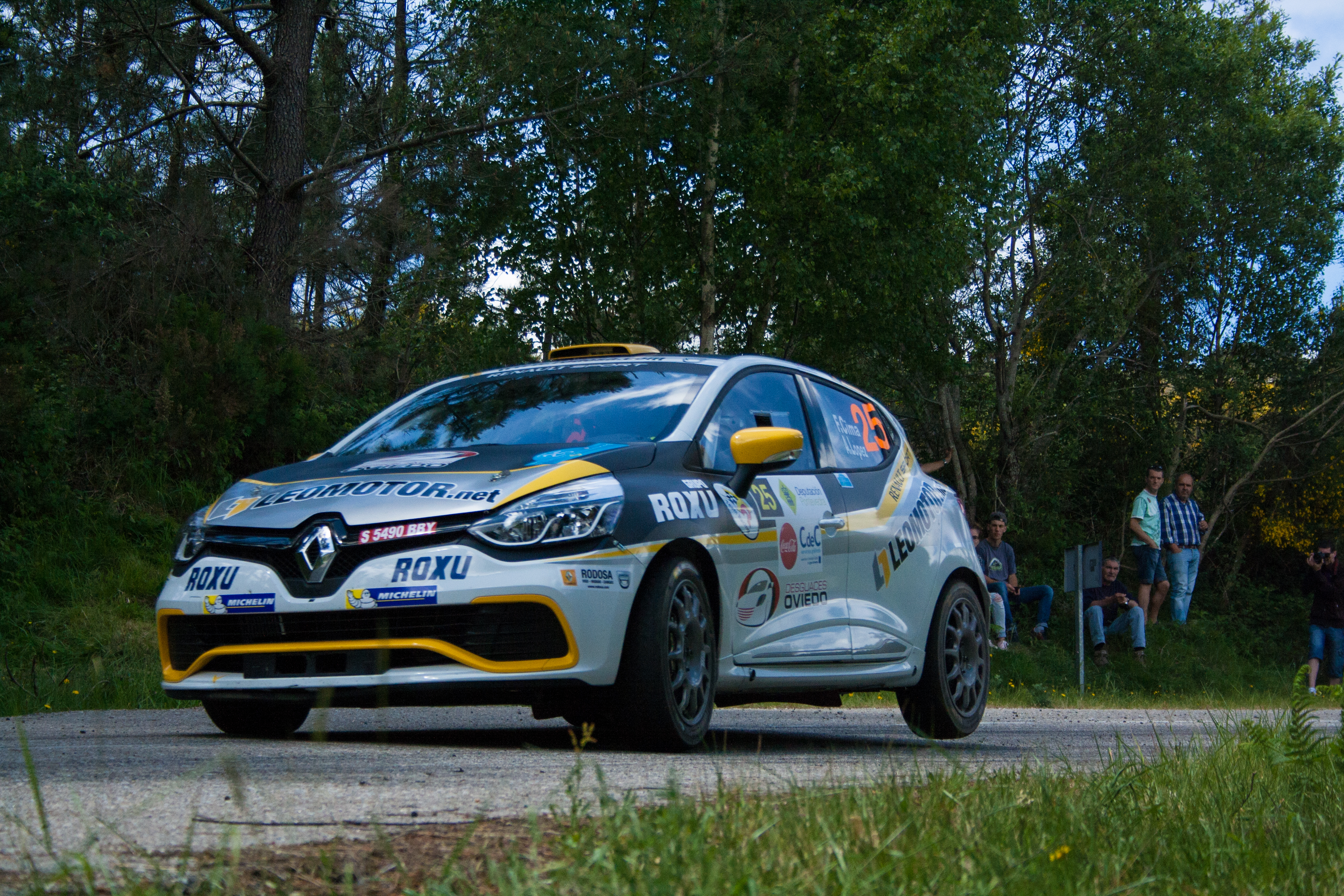
Francisco Cima pasando por la parte final del tramo de Fornelos

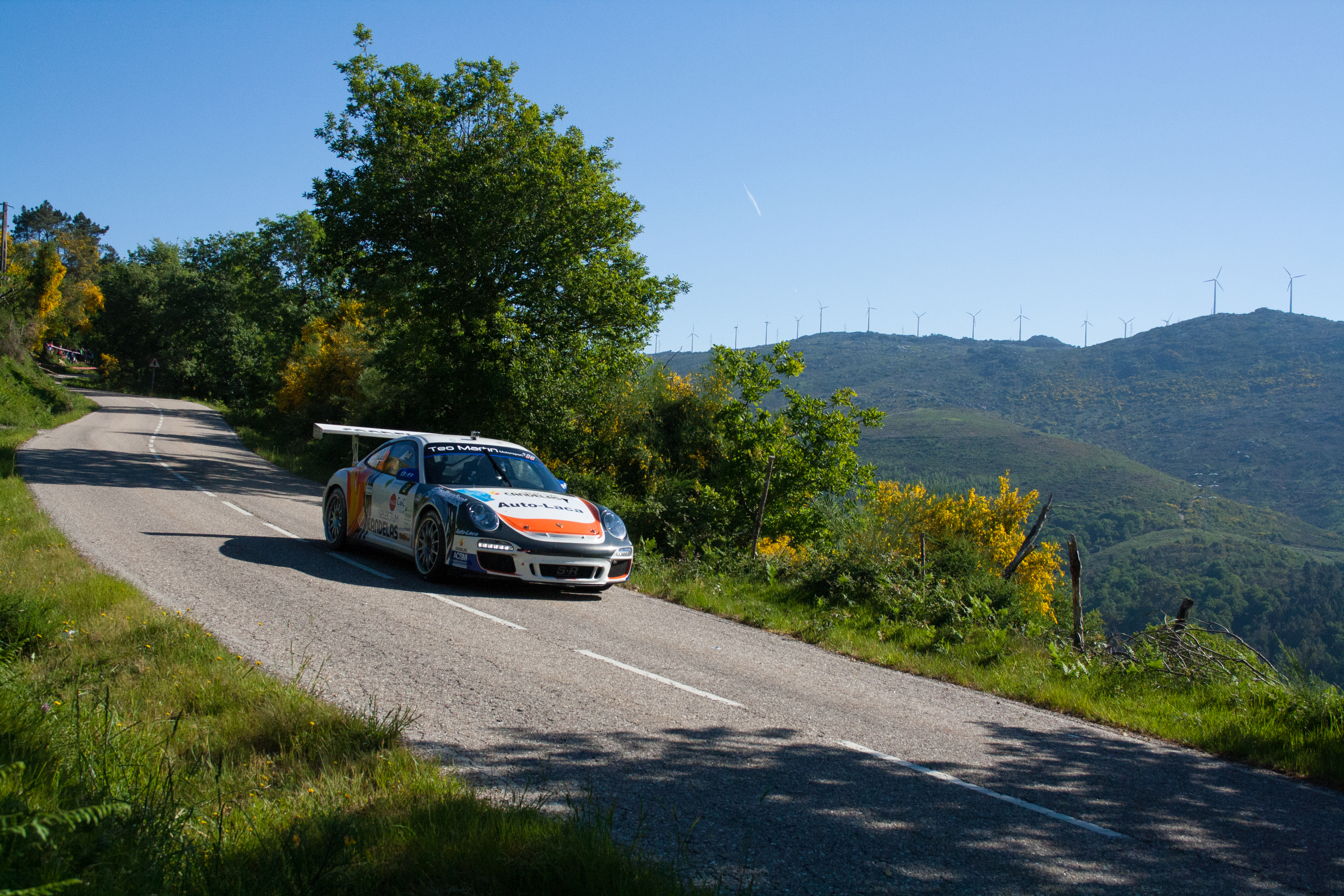
Pedro Burgo pasando por la parte final del tramo de Fornelos

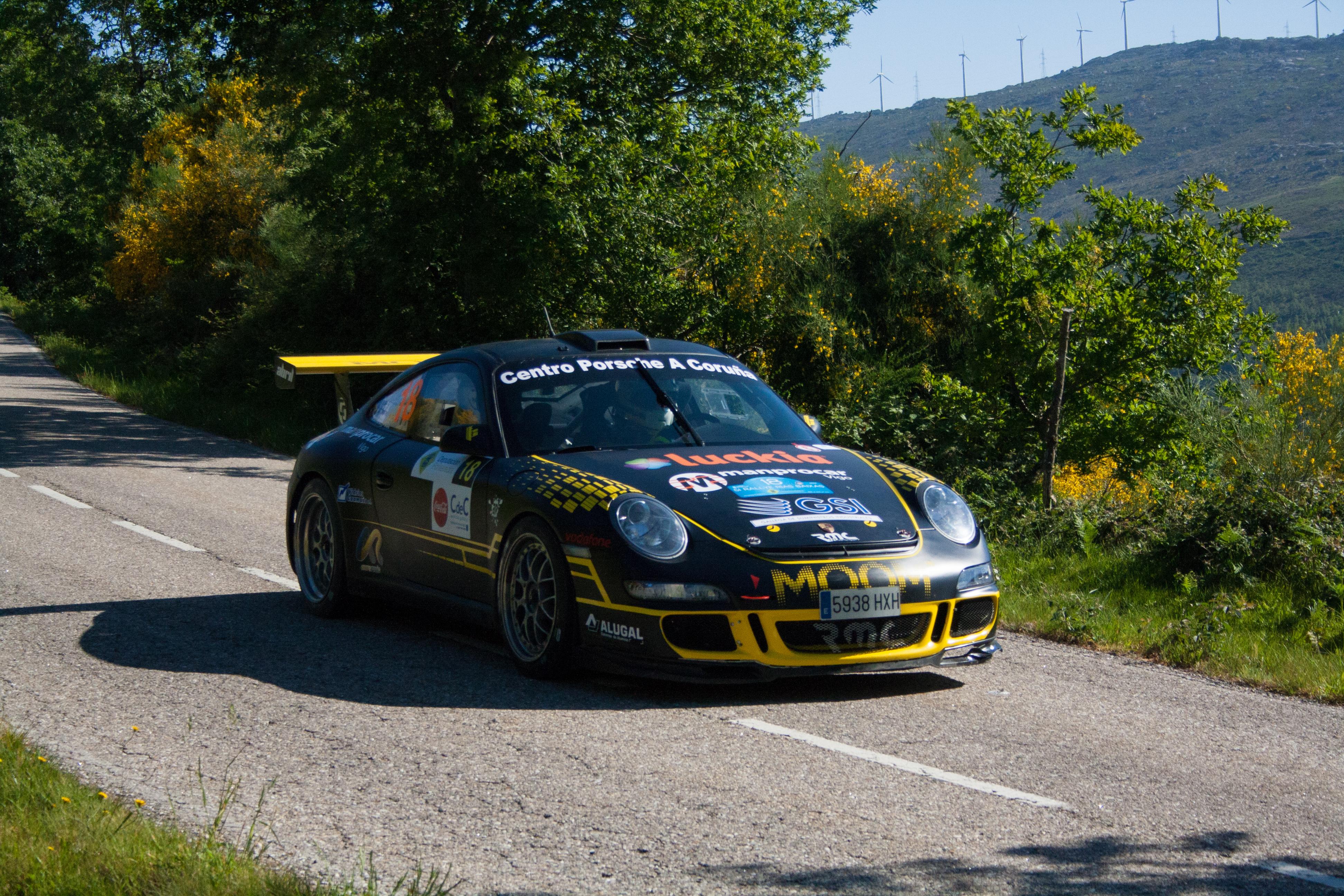
Iago Caamaño pasando por la parte final del tramo de Fornelos

### TC 6-8 (As Neves)
Un tramo con 13,93 kilómetros, que toma la salida en el cruce de A Franqueira, siendo en sentido inverso que la pasada edición.

### TC 9 (Maceira)
Un tramo de 30,32 kilómetros, que es la variante de la TC 5-7, pasando por la playa de Maceira.

### TC 10 (Santa Marta)
Un tramo de 8,82 kilómetros, que es la variante de la TC 6-8, desviándose a la izquierda en el cruce con entrada al Monte de San Nomedio, finalizando el tramo y rally a un kilómetro y medio, acortando 5,11 kilómetros a su trazado original.

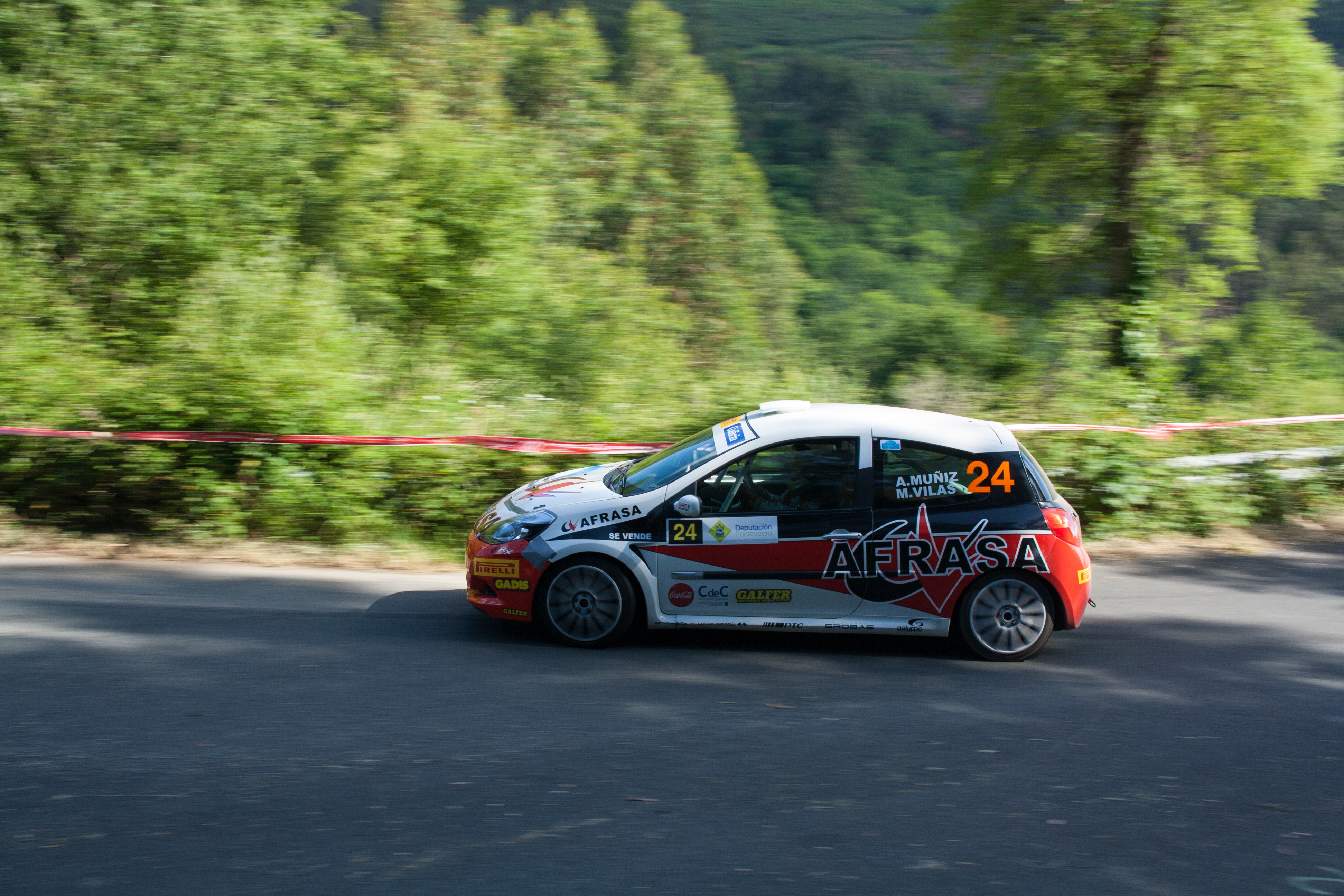
Álvaro Muñiz pasando por la parte inicial del tramo de Santa Marta

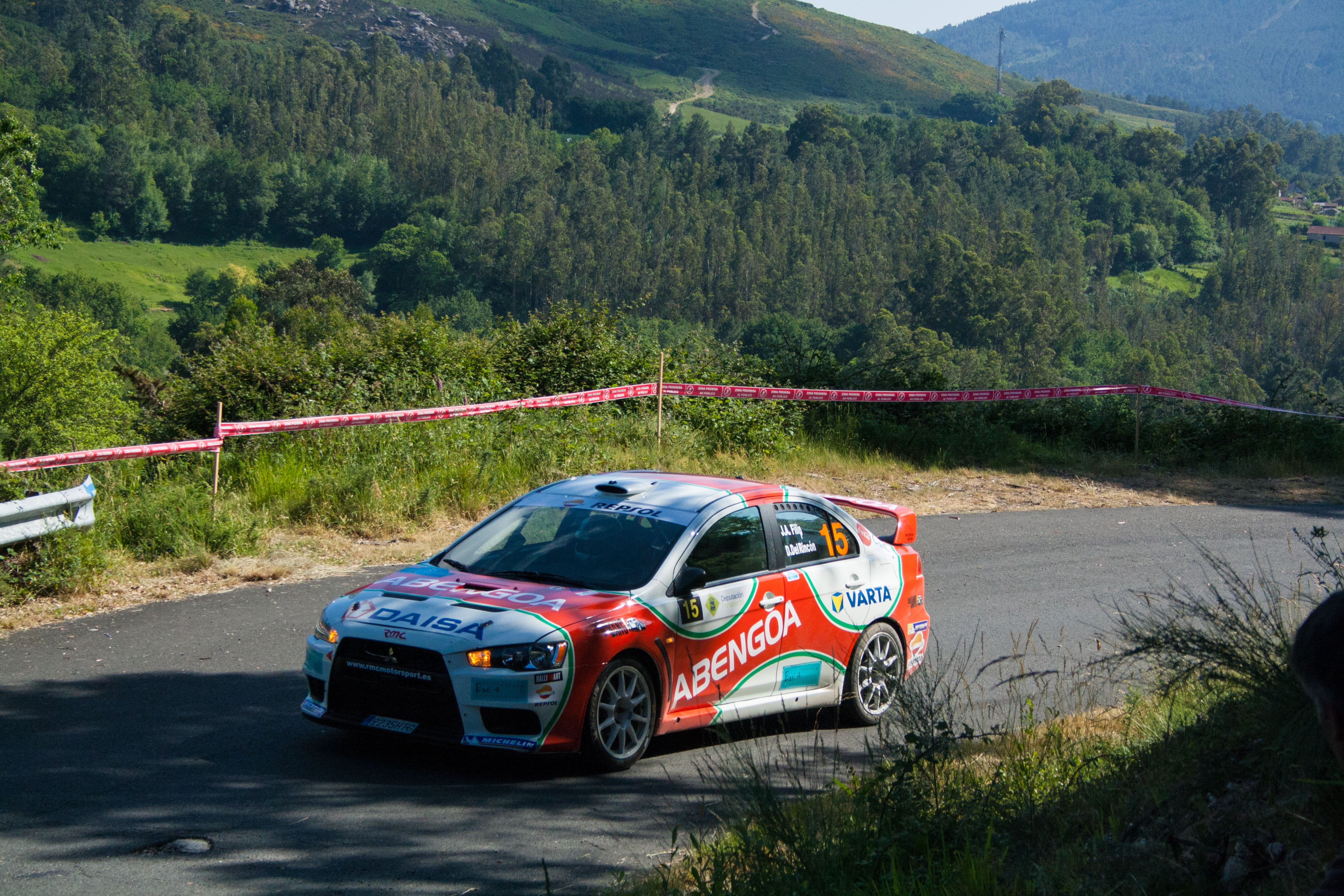
Juan Filip pasando por la parte inicial del tramo de Santa Marta

La ceremonia de entrega de premios se celebró en el IFEVI.

## Itinerario
| Día   | Tramo | Nombre            | Distancia | Hora     | Ganador             | Tiempo  | Finalizados | Líder               |
| ----- | ----- | ----------------- | --------- | -------- | ------------------- | ------- | ----------- | ------------------- |
| Día 1 | TC 01 | Chenlo- Morgadáns | 11,010 km | 18:06 h. | Miguel Ángel Fuster | 6:09.0  | 70          | Miguel Ángel Fuster |
| Día 1 | TC 02 | Nigrán            | 6,66 km   | 18:34 h  | Miguel Ángel Fuster | 4:15.6  | 67          | Miguel Ángel Fuster |
| Día 1 | TC 03 | Chenlo- Morgadáns | 11,010 km | 20:39 h  | Sergio Vallejo      | 6:09.8  | 65          | Miguel Ángel Fuster |
| Día 1 | TC 04 | Nigrán            | 6,66 km   | 21:07 h. | Miguel Ángel Fuster | 4:16.0  | 64          | Miguel Ángel Fuster |
| Día 2 | TC 05 | Fornelos          | 32,98 km  | 09:55 h. | Miguel Ángel Fuster | 19:49.0 | 62          | Miguel Ángel Fuster |
| Día 2 | TC 06 | As Neves          | 13,93 km  | 10:52 h. | Iván Ares           | 8:25.6  | 60          | Miguel Ángel Fuster |
| Día 2 | TC 07 | Fornelos          | 32,98 km  | 13:20 h. | Sergio Vallejo      | 19:55.4 | 55          | Miguel Ángel Fuster |
| Día 2 | TC 08 | As Neves          | 13,93 km  | 14:17 h. | Iván Ares           | 8:21.4  | 54          | Miguel Ángel Fuster |
| Día 2 | TC 09 | Maceira           | 30,32 km  | 16:55 h. | Miguel Ángel Fuster | 17:50.9 | 54          | Miguel Ángel Fuster |
| Día 2 | TC 10 | Santa Marta       | 8,82 km   | 17:50 h. | Sergio Vallejo      | 5:20.0  | 53          | Miguel Ángel Fuster |

## Clasificación final
| Pos. | Piloto                   | Copiloto            | Automóvil                | Tiempo    | Diferencia |
| ---- | ------------------------ | ------------------- | ------------------------ | --------- | ---------- |
| 1.   | Miguel Ángel Fuster      | Ignacio Aviño       | Porsche 997 GT3 CUP 2010 | 1:40:54.3 | 0.0        |
| 2.   | Iván Ares                | Álvaro Bañobre      | Porsche 997 GT3 CUP 2008 | 1:41:25.1 | +30.8      |
| 3.   | Sergio Vallejo           | Diego Vallejo       | Porsche 997 GT3 CUP 2010 | 1:41:25.6 | +31.3      |
| 4.   | Pedro Burgo              | Marcos Burgo        | Porsche 997 GT3 CUP 2010 | 1:43:21.8 | +2:27.5    |
| 5.   | Cristian García Martínez | Rebeca Liso         | Mitsubishi Lancer EVO X  | 1:45:26.3 | +4:32.0    |
| 6.   | Jonathan Pérez Suárez    | Fco. Javier Álvarez | Mitsubishi Lancer EVO X  | 1:46:19.1 | +5:24.8    |
| 7.   | Alberto Hevia            | Jordi Mercader      | Suzuki Swift S1600       | 1:47:26.0 | +6:31.7    |
| 8.   | Víctor Senra             | Ramón López         | Peugeot 208 R2           | 1:49:28.8 | +8:34.5    |
| 9.   | Gorka Antxustegi         | Alberto Iglesias    | Suzuki Swift S1600       | 1:50:20.9 | +9:26.6    |
| 10.  | Álvaro Muñiz             | Miguel Vilas        | Renault Clio Cup R N2    | 1:51:10.8 | +10:16.5   |

### Abandonos
| Núm. | Número | Piloto             | Copiloto            | Automóvil               | Tramo | Causa            |
| ---- | ------ | ------------------ | ------------------- | ----------------------- | ----- | ---------------- |
| 1.   | 8      | Esteban Vallín     | Borja Odriozola     | Opel Adam R2            | TC-8  | Salida carretera |
| 2.   | 9      | Daniel Marbán      | víctor Ferrero      | Lotus Exige Cup 260     | TC-2  | Avería           |
| 3.   | 10     | Alberto Meira      | David Vázquez       | Mitsubishi Lancer Evo X | TC-3  | Salida carretera |
| 4.   | 11     | Santiago Cañizares | José Martín         | Suzuki Swift S1600      | TC-7  | Avería           |
| 5.   | 14     | Angel Paniceres    | Salvador Belzunces  | Mitsubishi Lancer Evo X | TC-6  | Abandono enlace  |
| 6.   | 17     | Edgar Vigo         | Fátima Ameneiro     | Mitsubishi Lancer Evo X | TC-6  | Salida carretera |
| 7.   | 27     | José Alonso        | Javier Prieto       | BMW Mini Rallye N2      | TC-1  | Salida carretera |
| 8.   | 203    | Miguel Amoedo      | José Manuel Pérez   | Citroën AX Sport        | TC-5  | Avería           |
| 9.   | 29     | Amalia Vinyes      | Aintzane Goñi       | Ford Fiesta R2          | TC-1  | Salida carretera |
| 10.  | 31     | David González     | José Antonio Pintor | Renault Clio R3         | TC-10 | Avería           |
| 11.  | 32     | Pablo Silva        | David Matalobos     | Citroën DS3 R3T         | TC-7  | Abandono enlace  |
| 12.  | 33     | Fernando Silva     | Juan José Nieves    | BMW M3                  | TC-7  | Abandono         |
| 13.  | 44     | Óscar Mouriño      | Cristóbal González  | Ford Focus ST 170       | TC-5  | Avería           |
| 14.  | 47     | Germán Gómez       | Pablo Gómez         | Ford Sierra RS Cosworth | TC-5  | Abandono         |
| 15.  | 50     | Cándido González   | Abel González       | Peugeot 206 XS          | TC-7  | Avería           |
| 16.  | 54     | Diego Cambeiro     | Helder Fernández    | Peugeot 206 XS          | TC-5  | Avería           |
| 17.  | 55     | Marcelino Giraldez | Nerea Pérez         | Hyundai Accent GT       | TC-5  | Palier           |
| 18.  | 60     | Vanessa Pérez      | Aintzane Goñi       | Renault Clio sport      | TC-5  | Avería           |
| 19.  | 64     | Iván Forcada       | Víctor Buades       | Dacia Sandero N3        | TC-7  | Avería           |